# 元定理
在邏輯上，元定理是一個以元語言的對於形式系統的陳述。和在一個形式系統內證明的定理不同，元定理是在元理論中證明的，且可能涉及元理論中存在、但在對象理論中不存在的概念。
一個形式系統是由元語言和演繹系統（公理及推理規則）所決定的，這形式系統可用於證明系統中以形式語言表達的特定陳述；然而，元定理要以元定理系統以外的事物進行證明，而常見的元定理包括了集合論（尤其在模型論中）及原始歸納算術（尤其在證明論中）等等；此外，比起顯示特定的陳述可證明，元定理更常顯示說一大類的陳述是可證明的，或特定陳述是不可證明的。

## 例子
以下是元定理的一些例子：
- 一階邏輯的演繹定理說一個有著{\displaystyle \Phi \rightarrow \Psi }這形式的句子在公理系統{\displaystyle A}中是可證明的，當且僅當句子{\displaystyle \Psi }是可從包含{\displaystyle \Phi }及所有的{\displaystyle A}的公理的公理系統中證明的。
- 馮·諾伊曼-博內斯-哥德爾集合論的類存在性定理（class existence theorem）說對於任意量詞僅及於集合的公式，總存在一個包含集合的類滿足這公式。
- 皮亞諾公理之類的系統的一致性證明。

## 外部連結
- Meta-theorem at Encyclopaedia of Mathematics
- Barile, Margherita. . MathWorld.